# Yuya Shizuko
En aquest nom japonès, el cognom és Yuya.
Yuya Shizuko (油谷倭文子, Edo, 1733-1752) va ser una poetessa waka japonesa del període Edo, membre de l'escola poètica Agatamon.

## Biografia
Va néixer a Kyōbashi, a la ciutat d'Edo. Era filla d'una família de mercaders propietaris d'una botiga anomenada Iseya, a més de ser proveïdors del governador local. Va tenir la fortuna que va ser enviada a estudiar amb l'estudiós nativista Kamo no Mabuchi, a l'escola que aquest tenia ubicada a Nihonbashi. Als catorze anys va ser enviada a servir com a assistent personal de la muller del dàimio, hi va estar durant tres anys i després va tornar a casa seva.

### Viatge a Ikaho
Als setze anys, Yuya, juntament amb una amiga, va acompanyar la seva mare en una visita als banys termals d'Ikaho, situats a la localitat Kōzuke. Va ser una travessia que les va portar a passar per diversos indrets com Irumagawa, els monts Myōgi i Haruma, Sano i Kagoshima. Durant el viatge va anar escrivint un relat del que veia, que va quedar recollit en l'obra Ikaho no michiyukiburi (1750). Es diu que va ser una obra molt llegida i que tothom que la llegia sentia una intensa admiració, fruit del notable talent tenia Yuya. L'obra es caracteritza per la presència important de passatges visionaris i un estil poètic marcadament japonès, amb l'ús de moltes imatges poètiques típiques d'obres clàssiques, allunyats de la realitat, que fa que quan descriu els paisatges no esmenti pagesos. De fet, ella mateixa apareix representada en el paper d'una aristòcrata encara que no ho era.

### Mort
Yuya va morir abans de complir els vint anys. El seu mestre, Kamo no Mabuchi, i les seves companyes d'estudi a l'escola poètica van voler demostrar la seva profunda tristesa per aquesta mort. Per la seva banda, Mabuchi va escriure diversos poemes en forma de chōka i tanka expressant-hi la seva aflicció. Aquestes poemes estan recollits en una obra titulada Chirinokori, la qual té un estil més proper al Kokinshū o Shin Kokinshū, malgrat que Mabuchi sempre va posar més èmfasi en l'estudi del Man'yōshū per a les seves obres.